# Andøya
Andøya est l'île située la plus au nord de l'archipel de Vesterålen dans le comté de Nordland en Norvège. Elle fait partie de la municipalité d'Andøy.

## Géographie

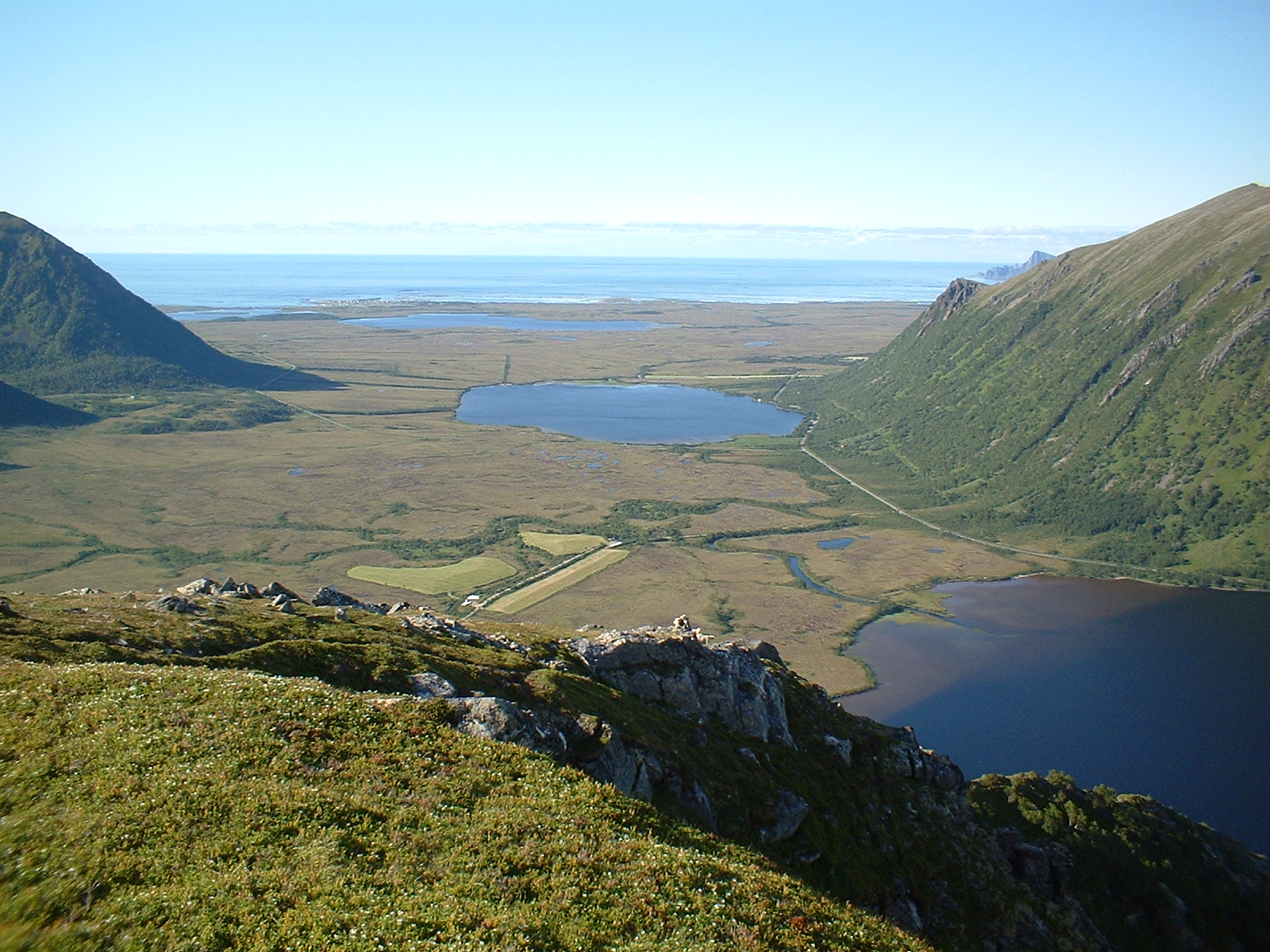
Paysage d'Andøya.

Sa superficie est de 489 km2, ses dimensions sont de 57 km de long sur 15 km de large, et elle est située à environ trois cents kilomètres au nord du cercle arctique. La population se répartit dans les villages de Andenes, Bleik et Risøyhamn. 
Andøya est reliée à l'île voisine de Hinnøya par le pont d'Andøy (en). Au nord de l'île se trouve l'aéroport d'Andenes.

## Histoire
L'île est connue pour abriter la base de lancement d'Andøya, qui envoie régulièrement des fusées-sondes pour des vols suborbitaux dans l'espace. Cette base fut également à l'origine en janvier 1995 de l'un des plus graves incidents de l'histoire, ayant failli mener à une guerre nucléaire, appelé l'Incident de la fusée norvégienne.

## Population
La population en 2022 est de 4 445 habitants, soit 95 % de la population de la commune.

## Réserve naturelle
- Réserve naturelle de Skogvoll (où se trouve le lac Skogvollvatnet)
- Réserve naturelle de Risøysundet
- Réserve naturelle d'Åholmen